# Trung úy

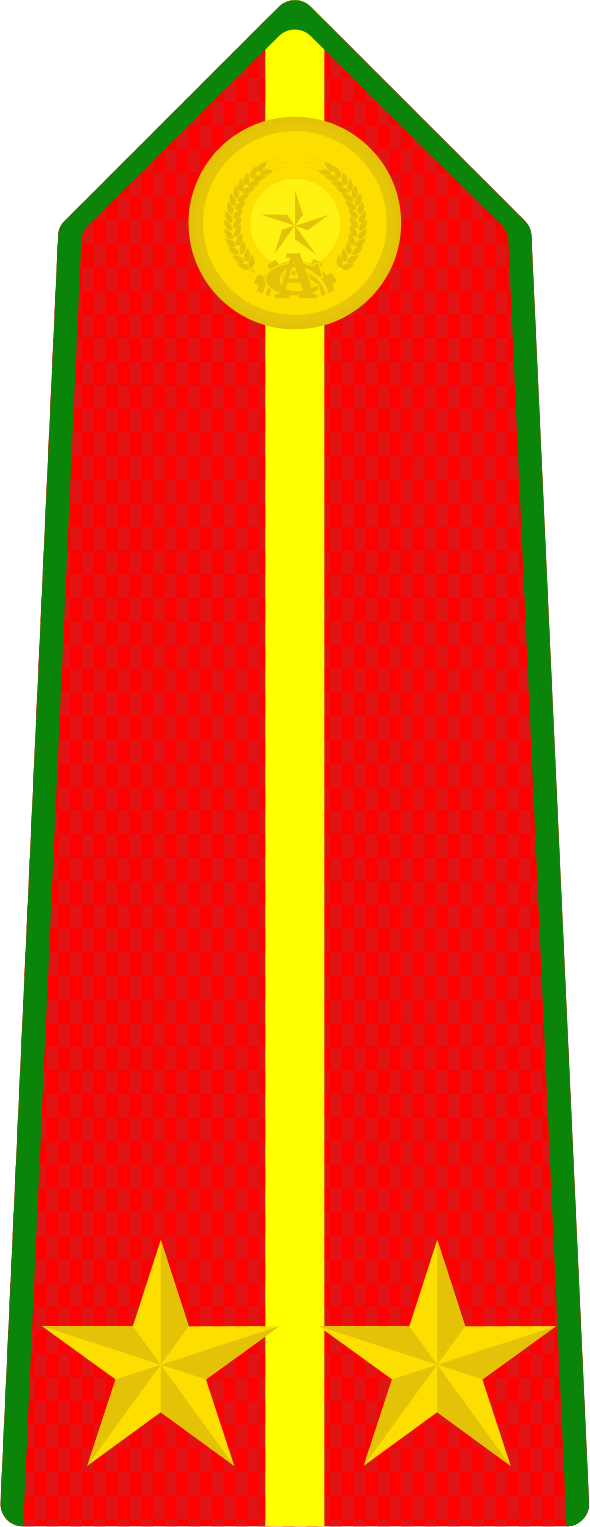
Trung úy Công an nhân dân Việt Nam

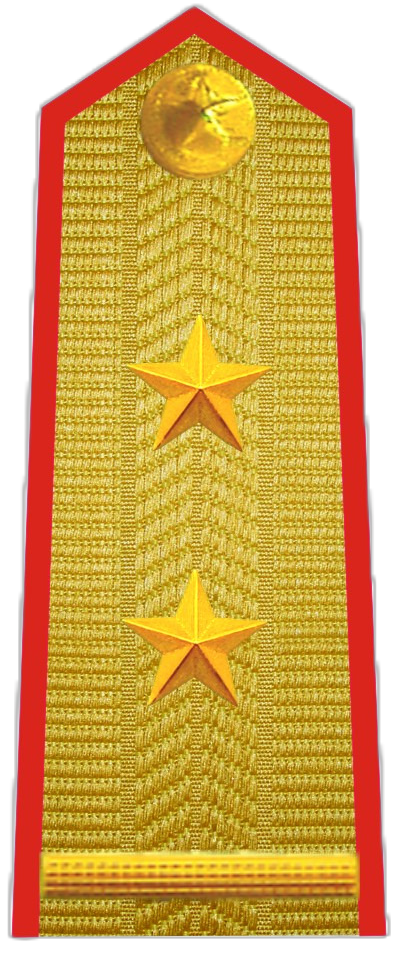
Trung úy Quân đội nhân dân Việt Nam

Trung úy là cấp bậc sĩ quan xuất hiện trong quân đội và an ninh của nhiều quốc gia.
Trong lực lượng vũ trang CHXHCN Việt Nam, trung úy là cấp bậc cao hơn thiếu úy và thấp hơn thượng úy. Quân hàm gồm 2 sao 1 vạch (tùy theo lực lượng mà có cách bố trí khác nhau).
Trung úy là cấp bậc phong cho người nắm chức vụ trung đội trưởng, đại đội phó hoặc tương đương trong quân đội.